# Narodowa Organizacja Kobiet (Polska)
Narodowa Organizacja Kobiet (NOK) – polska społeczno-polityczna organizacja kobieca o profilu katolickim, związana z Narodową Demokracją, istniejąca w latach 1918/1919-1939.

## Idee

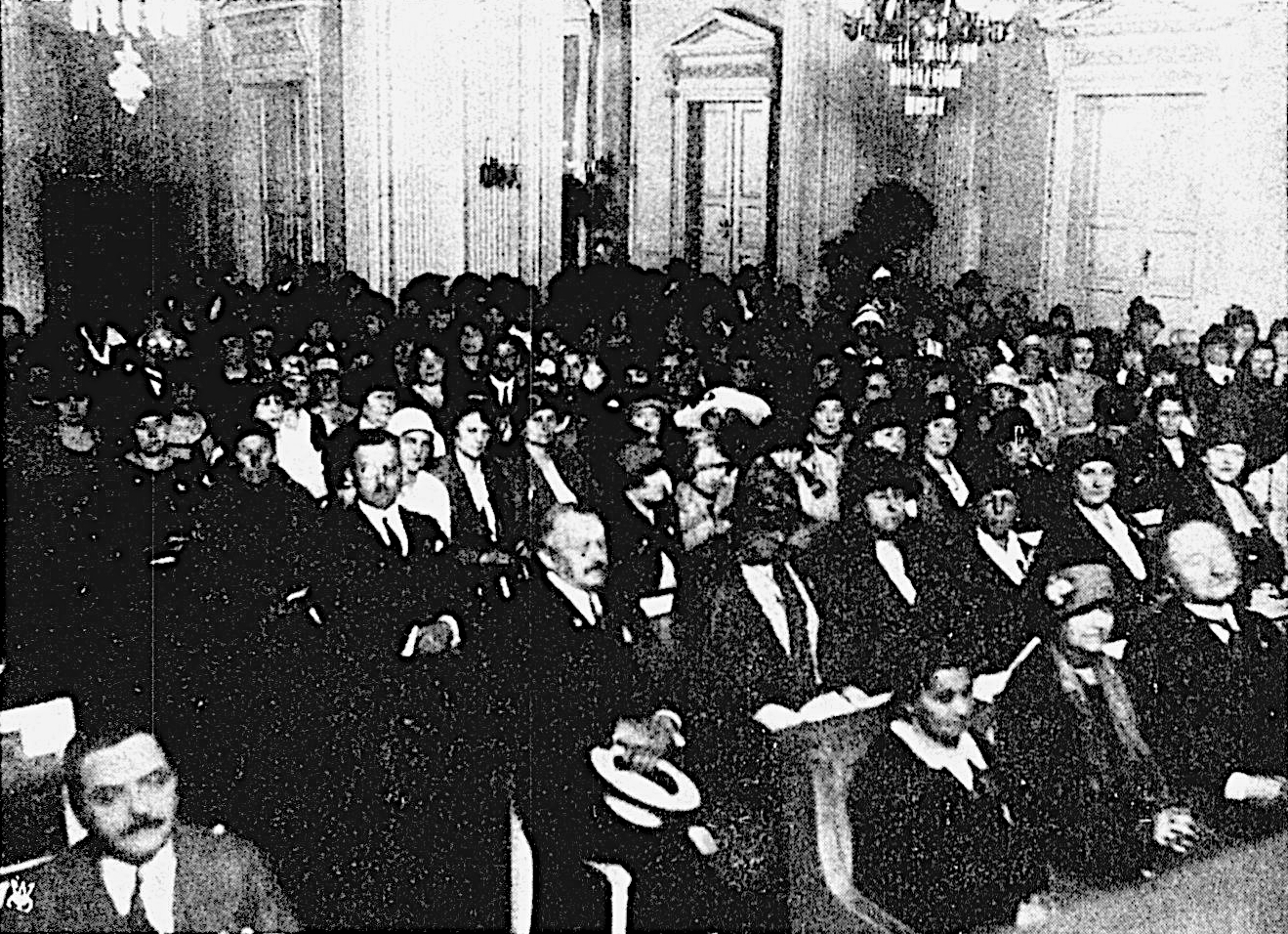
Zjazd NOK w dniach 7-8 czerwca 1925 w Warszawie

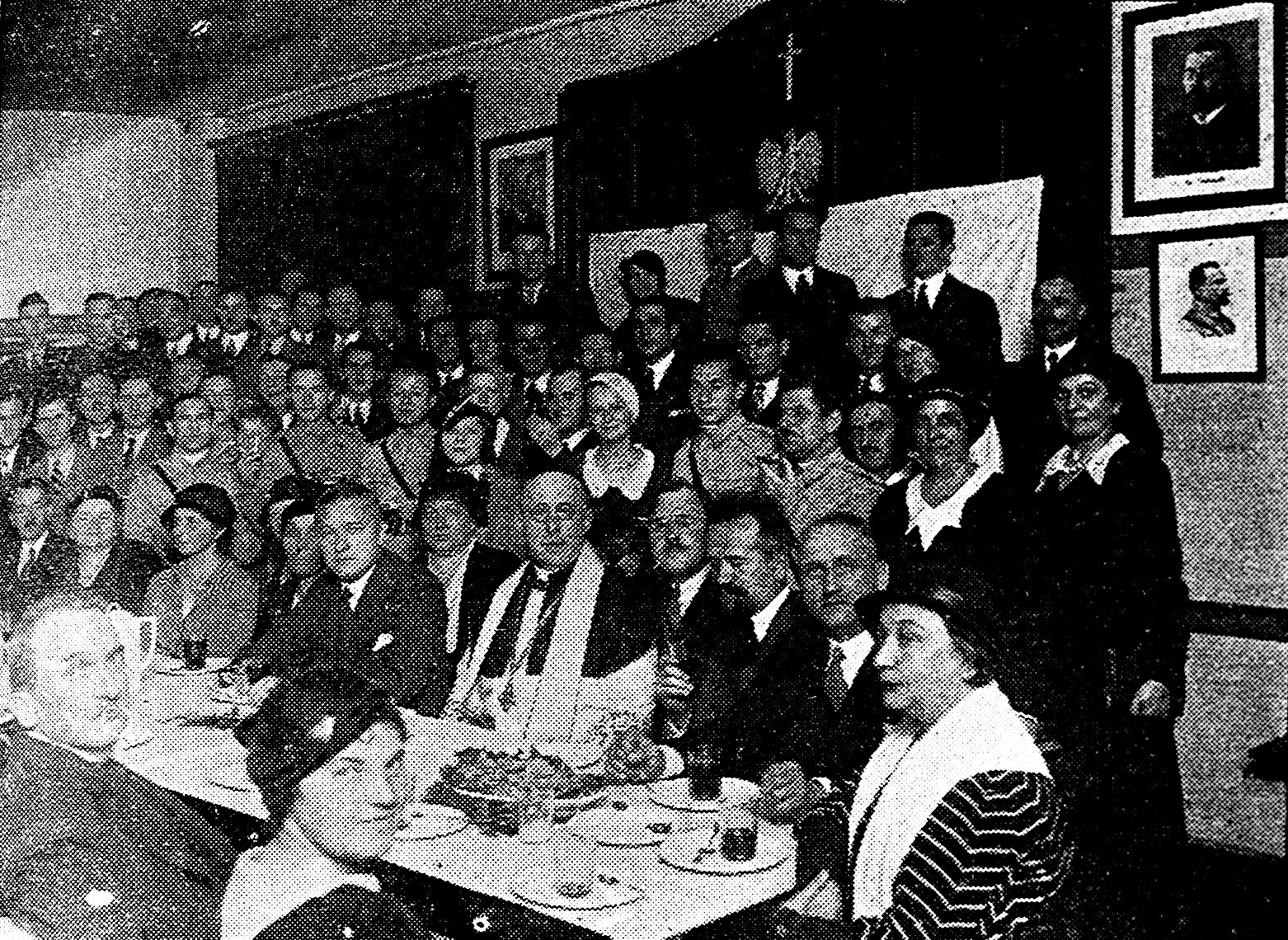
Poświęcenie świetlicy „Ogniwo Narodowe” w Poznaniu. Widoczne członkinie NOK i działacze Stronnictwa Narodowego

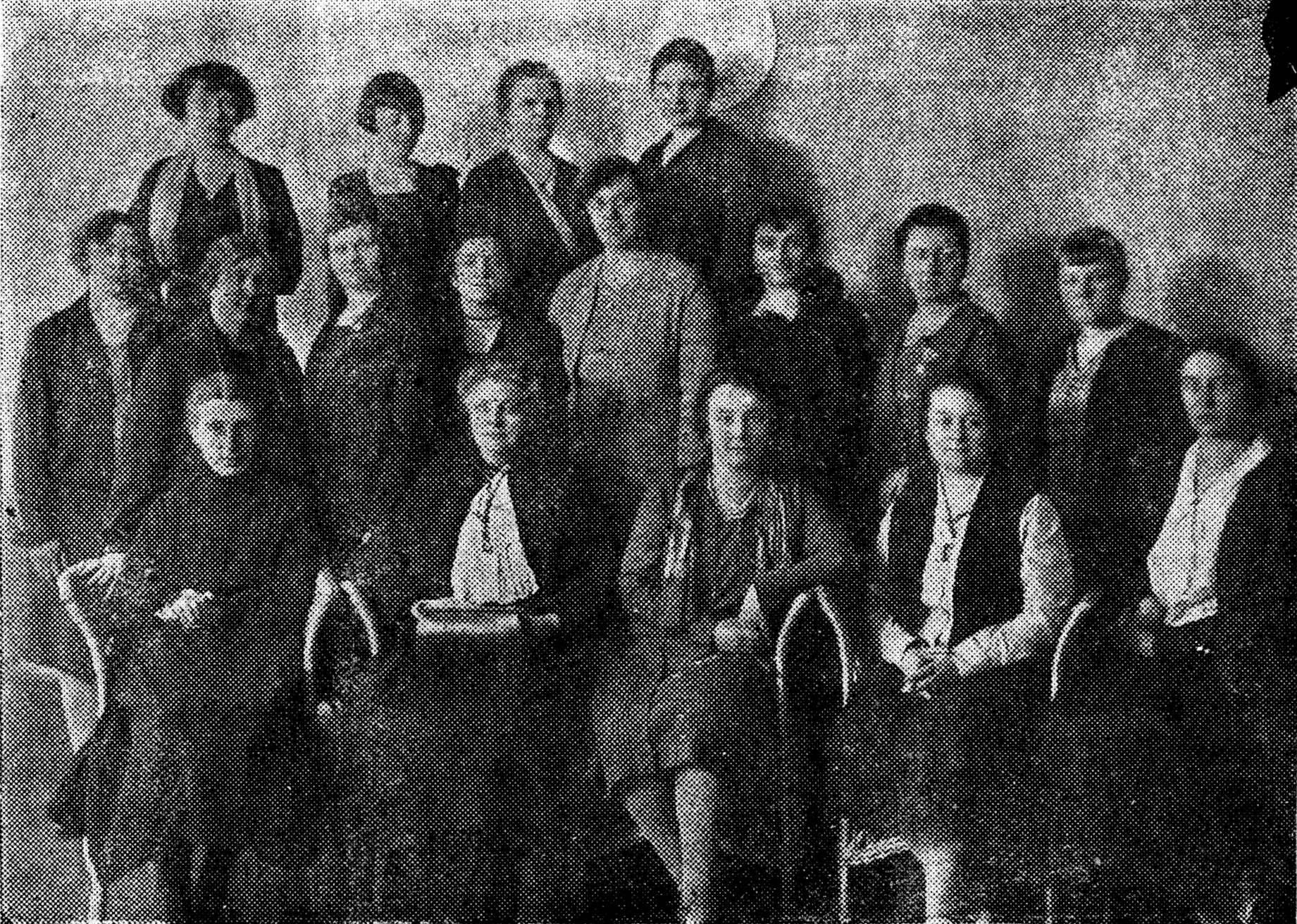
Zarząd NOK w Wilnie. Siedzą od lewej: Ludwika Życka, Wiktoria Broniewiczowa, Janina Burhardtowa, Maria Iwaszkiewiczowa, Edwarda Domańska (1929)

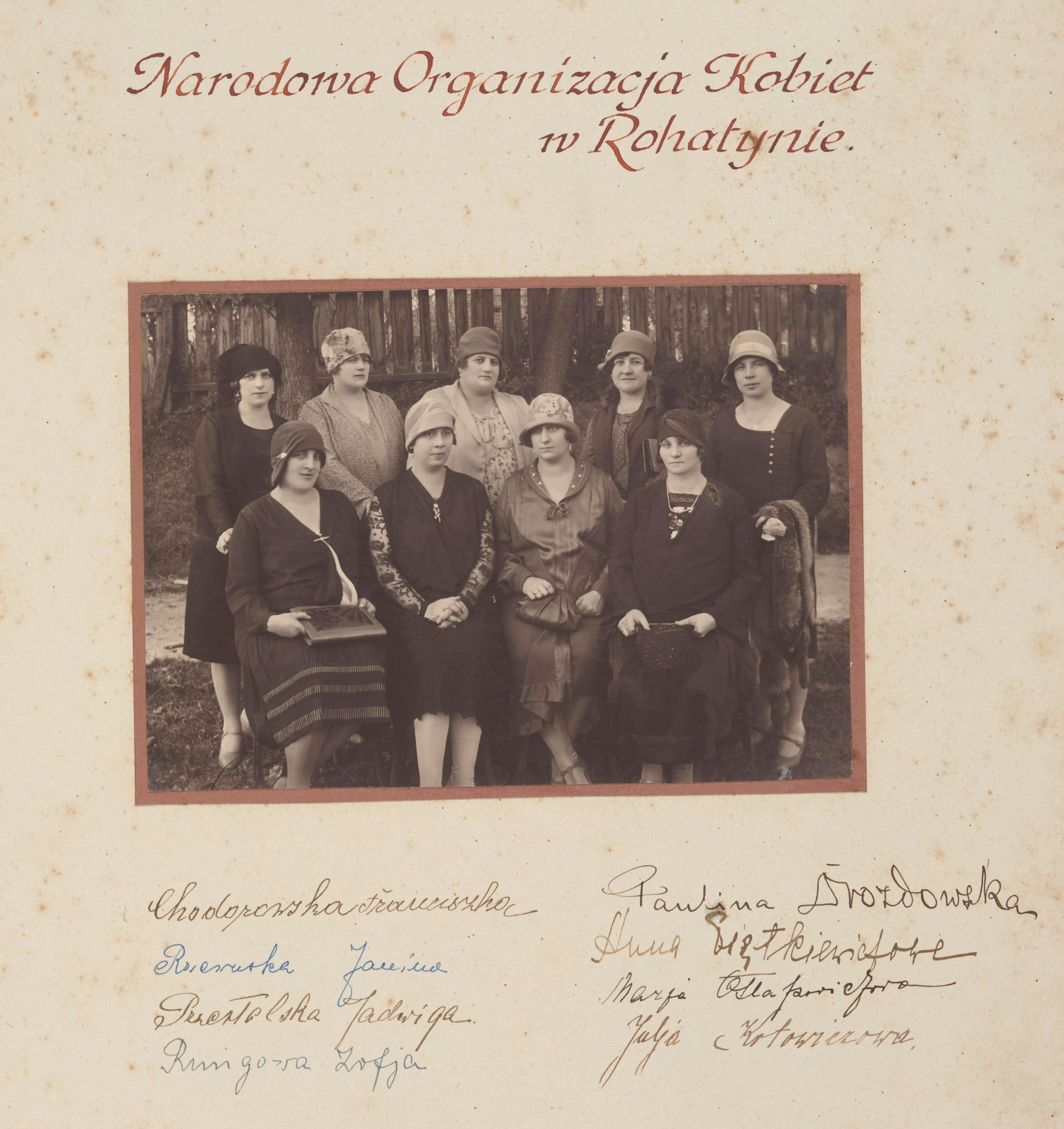
Koło NOK w Rohatynie

Naczelnym hasłem NOK było Bóg i Ojczyzna. Narodowczynie dążyły do uświadomienia politycznego kobiet i pobudzenia ich do aktywności na gruncie zasad chrześcijańskich, narodowych i demokratycznych, wysuwając zawsze na plan pierwszy dobro Rzeczypospolitej jako całości, ponad wszelkie interesy stronnictw, dzielnic i stanów. Wzywały do stosowania segregacji narodowej pod hasłem swój do swego. Broniły wiary i moralności przeciwko wpływom antyreligijnym, wywrotowym, antynarodowym, antyspołecznym i antypaństwowym. Domagały się nadania polskiej oświacie charakteru katolickiego i przeciwstawiały się planowanej przez Komisję Kodyfikacyjną reformie prawa małżeńskiego, która miała wprowadzić do polskiego prawa instytucję cywilnego (świeckiego) ślubu i rozwodu. 
Promowały uczestnictwo kobiet w życiu publicznym zastrzegając, że ich organizacja nie jest partią polityczną i nie zamierza tworzyć odrębnego ugrupowania. Uznawały się za niezależną organizację kobiecą. Narodowczynie opowiadały się za patriarchalnym modelem rodziny i pielęgnowaniem zasad etyki chrześcijańskiej. Wśród swoich zadań wymieniały również obronę praw Kościoła katolickiego, propagowanie oszczędności i gospodarności. 
Narodowczynie ceniły karność, którą stosowały zarówno wobec członkiń NOK jak i propagowały jako cechę wartą wyrobienia w narodzie polskim. Członkinie NOK miały być bojowniczkami jasnej i czystej ideologii katolicko-narodowej [...] uzbrojonymi w różaniec, opancerzonymi szkaplerzami Królowej Korony Polskiej.

## Działalność
NOK organizowała wiece polityczne, promowała czytelnictwo, prowadziła bursy i przedszkola. Ważną częścią jej aktywności była działalność edukacyjna i charytatywna. Członkinie NOK opowiadały się za równouprawnieniem kobiet w dziedzinie rozwiązań prawnych jak i w praktyce życia codziennego.

### Powstanie organizacji
Po odzyskaniu przez Polskę niepodległości i równouprawnieniu wyborczym kobiet z mężczyznami pod koniec 1918 roku zawiązała się Narodowa Organizacja Wyborcza Kobiet (NOWK), która weszła w skład Centralnego Narodowego Komitetu Wyborczego, stworzonego przez Narodową Demokrację. NOWK prowadziła intensywną agitację wśród kobiet na rzecz udziału w wyborach do Sejmu Ustawodawczego i głosowania na endecję. Wkrótce NOWK przekształciła się w Narodową Organizację Kobiet (NOK) - statut NOK został zatwierdzony 7 maja 1919 roku przez Ministerstwo Spraw Wewnętrznych.

### Współpraca z innymi organizacjami
NOK dołączyła do Polskiej Ligi Przeciwalkoholowej, w której zrzeszone były również Katolicki Związek Polek i Związek Kobiet Pracujących. Organizacja miała liczne koneksje ze Stowarzyszeniem Zjednoczonych Ziemianek. Wraz z 215 innymi organizacjami NOK była członkinią Obywatelskiego Komitetu Wykonawczego Obrony Państwa podczas wojny polsko-bolszewickiej w latach 1919-1921. NOK współtworzyła z innymi organizacjami kobiecymi powstały w 1922 roku Komitet Pomocy Kobiety Polskiej Powracającym Rodakom.

## Prasa
Organizacja wydawała własne tytuły prasowe, broszurki i książki. Funkcję biuletynu organizacyjnego pełniło ukazujące się w latach 1922-1931 czasopismo „Gazetka dla Kobiet: z Bogiem dla Ojczyzny” pod redakcją Anieli Zdanowskiej, Pelagii Restorffowej i Lucyny Kotarbińskiej, a od 1928 Zofii Zaleskiej. Miesięcznikiem wydawanym przez NOK było „Hasło Polki: czasopismo poświęcone sprawom kobiecym”, wychodzące w latach 1934-1938 pod redakcją Zofii Zajączkowej, żony Edwarda Zajączka, oraz „Ruch Kobiecy” ukazujący w latach 1931-1935 we Lwowie, którego redaktorką była Helena Paygertówna.
W czasopismach tych często ukazywały się artykuły omawiające politykę zewnętrzną i wewnętrzną. Poruszano problematykę aktywności publicznej kobiet oraz potrzebę pełnego równouprawnienia. W okresach przedwyborczych na łamach prasy NOK pojawiały się odezwy wzywające do głosowania na listy endeckie. Zachęcano do wspierania polskiego handlu i polskiej wytwórczości. Publikowano również artykuły o sytuacji w ZSRR i przestrzegano przed zagrożeniem komunistycznym. 

## Władze i struktura
Władzami NOK były Zarząd Główny i Rada Naczelna, liczące odpowiednio 15 i 18 osób. Ich kadencja trwała 3 lata. 

### Przewodniczące[9][10]
|      | Portret | Imię i nazwisko  | od   | do   |
| ---- | ------- | ---------------- | ---- | ---- |
| 1.   |         | Józefa Szebeko   | 1919 | 1921 |
| 2.   |         | Irena Puzynianka | 1921 | 1929 |
| (1.) |         | Józefa Szebeko   | 1929 | 1933 |
| 3.   |         | Gabriela Balicka | 1933 | 1939 |

### Członkinie
Członkinie NOK rekrutowały się najczęściej z warstwy ziemiańskiej i inteligenckiej. W 1931 roku NOK zrzeszała 78 tys. kobiet w niemal 200 oddziałach. Warunkiem ubiegania się o członkostwo było posiadanie przez kobietę polskiego obywatelstwa i pełni praw politycznych. Składka członkowska wynosiła 3 zł miesięcznie. Członkinie NOK dzieliły się na: popierające, rzeczywiste, nadzwyczajne i honorowe (m.in. Józefa Bramowska, Janina Omańkowska, Aniela Tułodziecka czy Ludwika Życka). Głównymi działaczkami były posłanki Ewelina Pepłowska, Gabriela Balicka-Iwanowska, Irena Puzynianka, Maria Holder-Eggerowa, Wanda Ładzina, Zofia Sokolnicka, Halina Stęślicka, Zofia Zaleska i Helena Grossmannówna oraz senatorka Józefa Szebeko, a także Aleksandra Zarzycka, Aniela Zdanowska, Ludwika Dobrzyńska-Rybicka, Maria Buyno-Arctowa, Maria Demelówna, Maria Sobańska, Zofia Kirkor-Kiedroniowa i Irena Pannenkowa.